# Carlos Hoyos
Carlos Mario Hoyos Jaramillo (Medellín, 1962. február 28. –), kolumbiai válogatott labdarúgó.
A kolumbiai válogatott tagjaként részt vett az 1990-es világbajnokságon, illetve az 1983-as, az 1987-es és az 1989-es Copa Américán.

## Sikerei, díjai
Kolumbia
- Copa América bronzérmes (1): 1987